# Katie Archibald
Katie Louise Archibald (ur. 12 marca 1994 w Chertsey) – brytyjska kolarka torowa, mistrzyni olimpijska, wielokrotna medalistka mistrzostw świata i mistrzyni Europy.

## Kariera
Pierwszy sukces w karierze Katie Archibald osiągnęła w 2013 roku, kiedy wspólnie z Danielle King, Laurą Trott i Elinor Barker zdobyła złoty medal w wyścigu drużynowym na dochodzenie podczas mistrzostw Europy w Apeldoorn. W tej samej konkurencji Brytyjki w składzie: Laura Trott, Katie Archibald, Elinor Barker i Joanna Rowsell zdobyły też złoty medal na rozgrywanych rok później mistrzostwach świata w Cali. Na tych samych mistrzostwach była również czwarta w wyścigu punktowym, przegrywając walkę o podium z Jasmin Glaesser z Kanady. Następnie zdobyła srebrny medal w drużynowym wyścigu na dochodzenie na mistrzostwach świata w Paryżu (2015) oraz złoto w omnium na mistrzostwach świata w Hongkongu (2017) i madisonie na mistrzostwach świata w Apeldoorn (2018). Na ostatniej z tych imprez była też druga w drużynowym wyścigu na dochodzenie. Wynik ten Brytyjki powtórzyły podczas MŚ w Pruszkowie (2019) i MŚ w Berlinie (2020). Kolejne cztery medale wywalczyła na mistrzostwach świata w Roubaix w 2021 roku: zwyciężyła w omnium, w wyścigu punktowym była druga, a w drużynowym wyścigu na dochodzenie i madisonie zajmowała trzecie miejsce. Zdobyła także kolejny srebrny medal w drużynowym wyścigu na dochodzenie podczas mistrzostw świata w Yvelines w 2022 roku.
Podczas igrzysk olimpijskich w Rio de Janeiro w 2016 roku razem z Laurą Trott, Elinor Barker i Joanną Rowsell zwyciężyła w drużynowym wyścigu na dochodzenie. Na igrzyskach olimpijskich w Tokio Brytyjki zajęły w tej konkurencji drugie miejsce, natomiast Archibald wywalczyła również złoty medal w madisonie.